# 山下町 (高雄市)

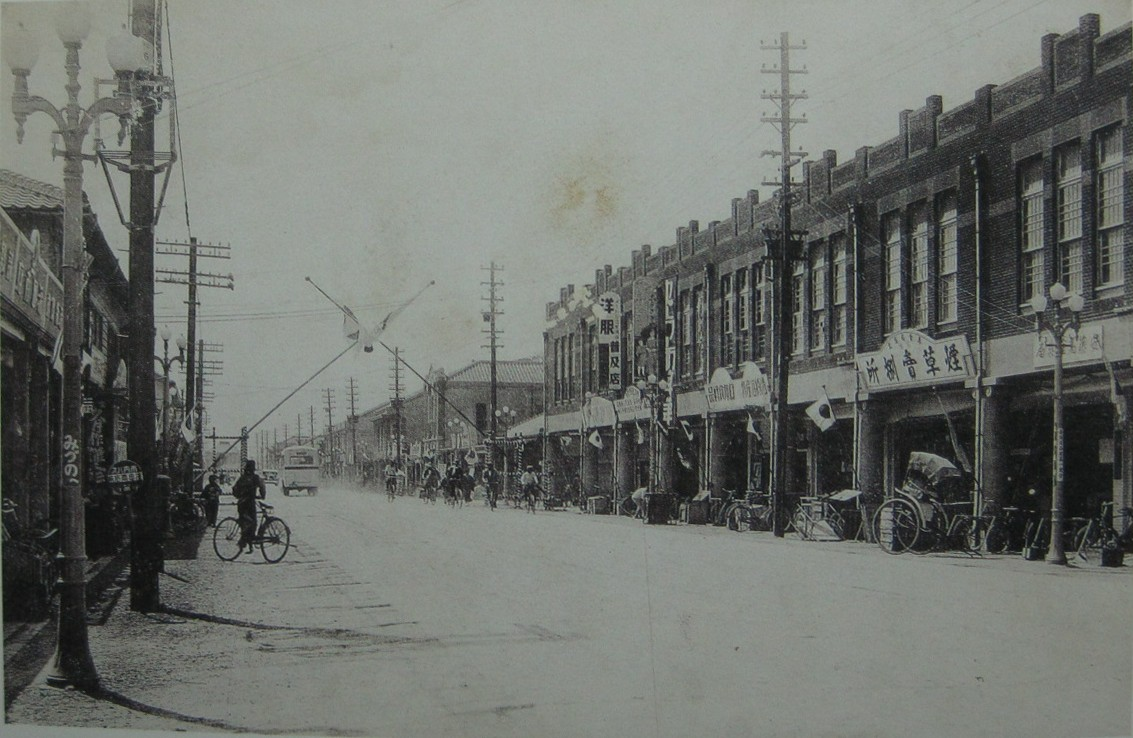
山下町通

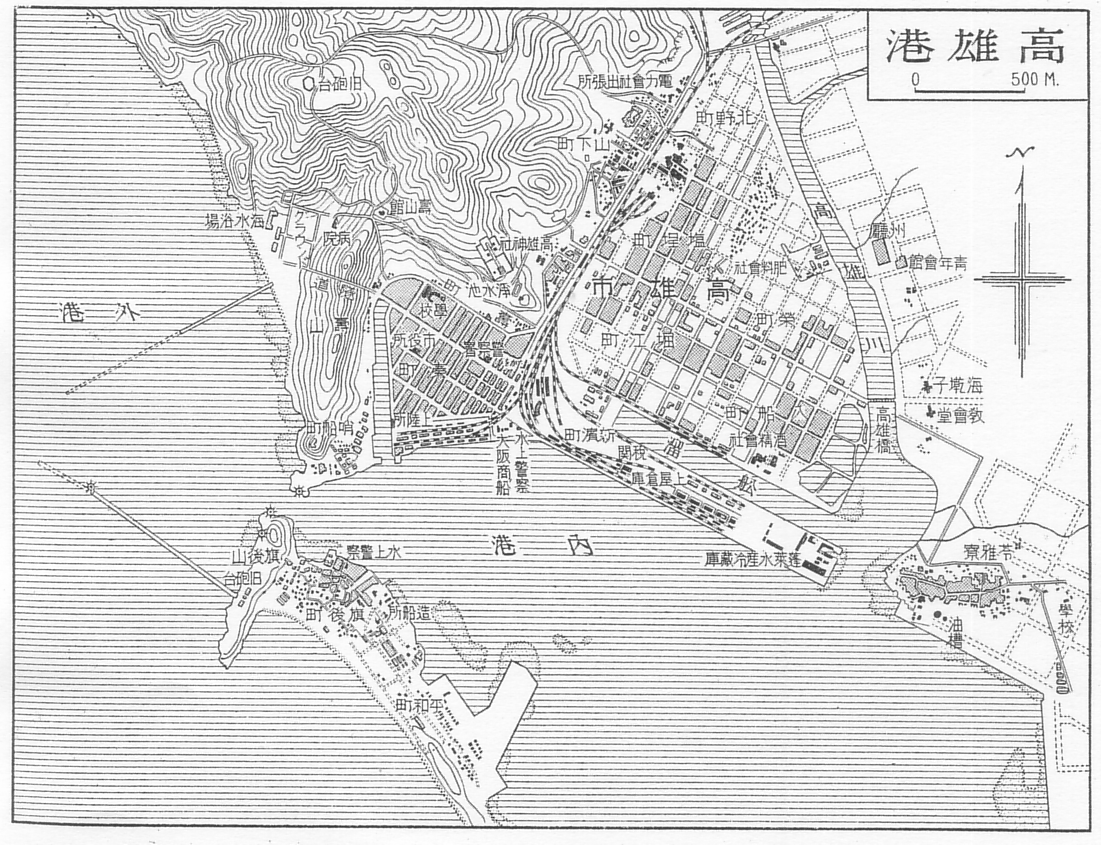
1930年左右的高雄地圖，可見當時的高雄市各町。

山下町是台灣日治時期高雄市的行政區劃之一，共分一～四丁目，因位於壽山下而得名。該町位在哈瑪星和鹽埕之間，即今鼓山區鼓山一路、二路一帶，曾經是高雄的行政中心。鼓山一路在日治時代稱為「山下町通」。約等於今之鼓山區光化、登山、山下三里的山腳地帶。
1930年時，山下町有人口約2641人，其中有1915人是內地人（日本本土人）。

## 町內設施
- 高雄州廳→高雄公會堂（現高雄市政府警察局鼓山分局）
- 醫院：高雄病院（現高雄市立民生醫院）、湊醫院[2]
- 台灣總督府中央研究所高雄檢糖支所→高雄地方法院（戰後曾為高雄看守所）（高雄地方法院已不在此處）
- 山下町車站（壽山車站）
- 弘法寺
- 金光教高雄教會所、天理教山名大教會打狗宣教所；救世軍高雄小隊[3]
- 旅館：大濤館、昭和旅館[2]
- 高雄新報社[2]
- 市立高雄圖書館（1925年開館）[3]